# 安夷郡
安夷郡（あんい-ぐん）は中華人民共和国陝西省にかつて設置された郡。
設置年代は不明であるが、522年（正光3年）、北魏により東秦州が新設された際に隴東郡、安夷郡、汧陽郡を管轄したという記録があり、安夷郡の初見となっている。583年（開皇3年）、隋朝により廃止された。